# Gérard Lopez
Gérard Lopez (ur. 27 grudnia 1971 w Luksemburgu) – luksemburski, hiszpański przedsiębiorca, właściciel przedsiębiorstwa inwestycyjnego Genii Capital, współzałożyciel oraz partner zarządzający Mangrove Capital Partners.

## Życiorys
Lopez jest absolwentem Uniwersytetu Miami, zdobył tam tytuł magistra w dziedzinie zarządzania operacyjnego i systemów zarządzania informacją. Pierwsza firma (Icon Solutions), którą założył szybko osiągnęła sukces, dzięki któremu Gerard Lopez  został współzałożycielem firmy Mangrove Capital Partners. Zdobył rozgłos głównie jako jeden z pierwszych inwestorów w program, Skype.
Firma Genii Capital, której jest właścicielem, od końca 2010 roku posiada 100 procent udziałów we francuskim zespole w Formule 1 w Renault F1 Team.

## Życie prywatne
Gérard Lopez posiada jedną z największych na świecie kolekcji samochodów sportowych.
Mówi w siedmiu językach: angielskim, niemieckim, francuskim, hiszpańskim, portugalskim, włoskim i luksemburskim.